# Jelakci
Jelakci (en serbe cyrillique : Јелакци) est un village de Serbie situé dans la municipalité d'Aleksandrovac, district de Rasina. Au recensement de 2011, il comptait 348 habitants.

## Démographie
| 1948 | 1953 | 1961  | 1971  | 1981 | 1991 | 2002 | 2011 |
| ---- | ---- | ----- | ----- | ---- | ---- | ---- | ---- |
| 913  | 980  | 1 109 | 1 082 | 844  | 627  | 437  | 348  |

|  |